# The Tavern
The Tavern es una casa histórica ubicada en el 105 de Riverside Dr. en Eufaula, Alabama, Estados Unidos. Fue diseñado por Edward Williams y construido en 1836. La casa se agregó al Registro Nacional de Lugares Históricos en 1970.